# داورا
داورا (به لاتین: Daura) یک منطقهٔ مسکونی در نیجریه است که در ایالت کاتسینا واقع شده‌است. داورا ۴۷۴ متر بالاتر از سطح دریا واقع شده‌است.